# 18196 Rowberry
18196 Rowberry è un asteroide della fascia principale. Scoperto nel 2000, presenta un'orbita caratterizzata da un semiasse maggiore pari a 2,2937742 UA e da un'eccentricità di 0,1675477, inclinata di 3,44652° rispetto all'eclittica.